# كيلتيك وومان
كيلتيك وومان (بالإنجليزية: Celtic Woman) هي فرقة موسيقية جميع أعضائها من الإناث قام بتأسسيها شارون براون ودافيد دونز. كان الهدف من تأسيس هذه الفرقة هو الدخول في السوق الأمريكي من خلال الموسيقى الكلتية من خلال تشكيل فرقة موسيقية تدمج عناصر الموسيقى والرقص الأيرلندي بطراز مشابه لفرق مكونة من أعضاء إناث مثل سبايس غيرلز وبوسيكات دولز.
تشكلت الفرقة في عام 2004 من خمس فنانات أيرلنديات: أربع مغنيات هن شولي أغنو، أورلا فالون، ليسا كيلي، ومياف ني ماولتشاثا، وعازفة كمان مايريد نيسبيت والتي أصبحت أول ممثل لفرقة كيلتيك وومان. قدمت الفرقة الكثير من الأعمال التي تتراوح بين الأغاني التقليدية للألحان الكلتية إلى الأغاني الحديثة.
أطلقت فرقة كيلتيك وومان خمس ألبومات تحت اسم كيلتيك وومان، كما أحيت عدة حفلات في العديد من مدن العالم وبيع لها أكثر من 6 ملايين نسخة حول العالم.

## وصلات خارجية
- كيلتيك وومان على موقع IMDb (الإنجليزية)
- كيلتيك وومان على موقع ميوزك برينز (الإنجليزية)
- كيلتيك وومان على موقع ديسكوغز (الإنجليزية)

- الموقع الرسمي لفرقة كيلتيك وومان